# Raymond Bruckert
Raymond Bruckert, né à Bienne le 19 novembre 1935 et mort dans la même ville le 23 août 2017 et originaire de Renan, est un auteur suisse romand de romans, de livres de géographie pour l'enseignement primaire ainsi que de publications didactiques et techniques. Il a commencé à écrire des romans peu après sa retraite.

## Biographie
Docteur ès sciences de l'université de Berne en géographie, il est tout d'abord enseignant et dirige des cours de perfectionnement tout en faisant de la recherche dans l'énergie solaire. Il débute à 18 ans, comme instituteur pour tous les degrés de la classe unique de Romont, un petit village du Jura bernois. Il est ensuite traducteur officiel de la ville de Bienne chargé des affaires culturelles de langue française et statisticien municipal.
Entre-temps et par la suite, il enseigne à l'école commerciale de Bienne, à l'école de cadres de Neuchâtel et termine sa carrière comme directeur de l'école commerciale de Moutier. Il se consacre régulièrement à l'étude du terroir jurassien pour la revue Jura pluriel et est membre de l'Association des écrivains neuchâtelois et jurassiens. Il vit à Plagne, un village romand au nord de Bienne
,,.

## Publications
- Bienne, son agglomération, sa région, 1970Thèse de doctorat
- L'Agriculture mondiale, 1976
- L'Industrie dans le monde, 1977
- Le Soleil pour tous : Initiation à l'énergie solaire pratique, Randin, 1980 (ISBN 978-2-88023-011-1)Traduit en allemand
- Chronique d'un grand froid, Cabédita, coll. « Espace et horizon », 2000, 214 p. (ISBN 978-2-88295-299-8)Roman, lauréat du prix littéraire du canton de Berne en 2001
- Le Rire interdit : apogée et chute d'une utopie, Cabédita, coll. « Espace et horizon », 2001 (ISBN 978-2-88295-333-9)Roman
- À la recherche du bonnet magique, Plagne, Le Champ de la Draize, 2003Roman illustré par Rémy Grosjean[4]  Prix 3e âge Zurich 2001
- Les Veillées de jadis, Prêles, Éditions Intervalles, 2006Roman illustré par Rémy Grosjean

## Sources
- « Raymond BRUCKERT » (consulté le 13 novembre 2007)
- tsr.ch, « Raymond Bruckert » (consulté le 13 novembre 2007)
- « Notice biographique » (consulté le 13 novembre 2007).
- « Bruckert, Raymond (1935-) », Dictionnaire du Jura.